# Aéroport de Bandiagara
 (mars 2020).
L'aérodrome de Bandiagara est un aéroport desservant Bandiagara au Mali.

## Situation
| \| 40 km1:9 529 000 \| Bamako Gao Kayes Kidal Mopti Sikasso Tessalit Tombouctou |
| 40 km1:9 529 000                                                                |